# Lliga de la Federació Central de futbol
La Lliga de la Federació Central de futbol, prèviament Lliga de la Federació de Bagdad de futbol (àrab: دوري الاتحاد العراقي لمنطقة بغداد), fou la màxima competició futbolística de l'Iraq entre 1948 i 1974. A partir de 1961 s'anomenà Lliga dels Instituts de futbol (en àrab: دوري المؤسسات العراقي, Dawri Al-Muassasat). Les primeres edicions la disputaren només equips de Bagdad i la darrera edició fou ampliada a equips de la resta del país.
Fou disputada sota diferents formats, inclòs un format de copa. A més de la lliga de Bagdad, també hi va haver lligues regionals a Bàssora, Kirkuk i Mosul.

## Historial
Font:
Lliga de Bagdad (format lliga)
- 1948-49: Al-Kuliya Al-Askariya Al-Malikiya[a]
- 1949-50: Al-Haris Al-Maliki
- 1950-51: Al-Haris Al-Maliki
- 1951-52: Al-Haris Al-Maliki
- 1952-53: Al-Haris Al-Maliki
- 1953-54: Al-Haris Al-Maliki
- 1954-55: Al-Haris Al-Maliki
- 1955-56: Al-Haris Al-Maliki

Campionat de Bagdad (format copa)
- 1956-57: Maslahat Naqil Al-Rukab[b]
- 1957-58: Al-Quwa Al-Jawiya Al-Malikiya[c]
- 1958-59: Amanat Al-Asima[b]
- 1959-60: Al-Athori
- 1960-61: Maslahat Naqil Al-Rukab[b]

Lliga dels Instituts de Bagdad
- 1961-62 Al-Quwa Al-Jawiya
- 1962-63: Montakhab Al-Shorta[d]
- 1963-64: Al-Quwa Al-Jawiya
- 1964-65: Maslahat Naqil Al-Rukab[b]
- 1965-66: Al-Firqa Al-Thalitha[e]
- 1966-67: Aliyat Al-Shorta[d]
- 1967-68: Aliyat Al-Shorta[d]
- 1968-69: Aliyat Al-Shorta[d]
- 1969-70: Aliyat Al-Shorta[d]
- 1970-71: Maslahat Naqil Al-Rukab[b]
- 1971-72: Aliyat Al-Shorta[d]
- 1972-73: Al-Tayaran[c]

Lliga dels Instituts de l'Iraq
- 1973-74: Al-Tayaran[c]

A partir de 1974 es crea la Lliga iraquiana de futbol.

## Títols per club
| # | Club                    | Títols |
| - | ----------------------- | ------ |
| 1 | Al-Haris Al-Maliki      | 7      |
| 2 | Aliyat Al-Shorta        | 5      |
| 3 | Maslahat Naqil Al-Rukab | 4      |
| 3 | Al-Quwa Al-Jawiya       | 4      |
| 5 | Al-Kuliya Al-Askariya   | 1      |
| 5 | Amanat Al-Asima         | 1      |
| 5 | Al-Athori               | 1      |
| 5 | Montakhab Al-Shorta     | 1      |
| 5 | Al-Firqa Al-Thalitha    | 1      |